# Besleria capitata
Besleria capitata là một loài thực vật có hoa trong họ Tai voi. Loài này được Poepp. mô tả khoa học đầu tiên năm 1840.